# 志佐川
志佐川（しさがわ）は、北松浦半島東部を北西へ流れ、伊万里湾西部へ注ぐ二級河川である。流域の上流は佐賀県伊万里市、中流・下流は長崎県松浦市に属する。松浦市最大の川であり、中心河川である。

## 流域
北松浦半島中央部の国見山（標高776m）北麓を水源とする。上流部は溶岩台地に樹枝状の深い谷を刻む。これらの流れは国見断層と長浜断層に仕切られた伊万里市滝野地区の盆地に集まり、幅数百mほどの谷底平野を流れ下る。
松浦市域では蛇行しながら北西へ流れ、長野川・笛吹川・落合川・庄野川などが合流する。下流域は沖積平野が広がる。右岸には松浦市中心部の街並みがあり、河口外側には砂浜が広がる。川沿いの堤防は遊歩道が作られ「志佐川河畔公園」として整備されている。
流域のほぼ全域が水田に利用されており、集落が各所に散在する。また、内水面漁業協同組合があり、アユ・コイ・ウナギ・モクズガニなどが漁獲される。ただし下流域では一部禁漁区間が設定されている。お盆には下流域で精霊流しも行われる。

## 関連道路・鉄道
- 佐賀県道・長崎県道5号伊万里松浦線 - 上流
- 長崎県道11号佐世保日野松浦線 - 中流から河口
- 長崎県道40号佐世保吉井松浦線 - 下流左岸
- 松浦バイパス・国道204号・松浦鉄道 - 河口に橋が架かる